# Кис (Оклахома)
Кис (енгл. Keyes) град је у америчкој савезној држави Оклахома.

## Демографија
По попису из 2010. године број становника је 324, што је 86 (-21,0%) становника мање него 2000. године.
| Група             | 2000.       | 2010.       |
| Белци             | 389 (94,9%) | 272 (84,0%) |
| Афроамериканци    | 0 (0,0%)    | 0 (0,0%)    |
| Азијати           | 0 (0,0%)    | 1 (0,3%)    |
| Хиспаноамериканци | 19 (4,6%)   | 46 (14,2%)  |
| Укупно            | 410         | 324         |